# Ramo fino descendente
Em anatomia, o ramo fino descendente é um seguimento do túbulo intermediário, localizado entre o túbulo reto proximal e o ramo fino ascendente. É uma estrutura tubular microscópica que faz parte dos túbulos renais. 
O túbulo intermediário tem a forma de U, por isso suas subdivisões são denominadas de ramo descendente e ramo ascendente. O termo fino, provém do fato das células do túbulo intermediário serem menos espessas que os outros seguimentos dos túbulos renais, dando a impressão de serem mais finas quando visualizadas ao microscópio. O túbulo intermediário, a parte reta do túbulo proximal e a parte reta do túbulo distal, fomam a alça de Henle, e por isso o ramo fino descendente também é chamado de ramo descendente fino da alça de Henle.